# St. Marys (Ontario)
St. Marys è un centro abitato del Canada situato nella regione meridionale della provincia dell'Ontario. 
Al censimento del 2001 possedeva una popolazione di 6.293 abitanti. La città si trova nella contea di Perth.